# Jacek Banaszyński
Jacek Banaszyński (ur. 29 maja 1975 w Jaworze) – polski piłkarz grający na pozycji bramkarza. W ekstraklasie zadebiutował 11 czerwca 1994 r. w barwach Zagłębia, w meczu z Lechem Poznań. Rozegrał w niej 104 spotkania.

## Kariera piłkarska
Jest wychowankiem Zagłębia Lubin. W początkowych latach kariery bronił także barw Chrobrego Głogów, Zawiszy Bydgoszcz, Górnika Wałbrzych, Miedzi Legnica oraz Górnika Polkowice. Następnie grał w Polonii Warszawa, GKS-ie Bełchatów i Jagiellonii Białystok. Od lata 2008 roku był zawodnikiem Śląska Wrocław. 13 maja 2009 roku, po wygranym przez Śląsk finale Pucharu Ekstraklasy, został zatrzymany przez funkcjonariuszy CBA w związku z aferą korupcyjną w polskiej piłce. Dwa dni później klub rozwiązał z nim kontrakt. 30 sierpnia 2012 roku został przez Komisję Dyscyplinarną PZPN ukarany karą 5 lat dyskwalifikacji za korupcję sportową.